# Claude Lemaréchal
Pour les articles homonymes, voir Lemaréchal.
Claude Lemaréchal est un mathématicien appliqué français, et ancien directeur de recherche à l'Institut national de recherche en informatique et en automatique (INRIA) près de Grenoble.

## Travaux
En optimisation mathématique, Claude Lemaréchal est connu pour ses travaux sur les méthodes numériques d'optimisation non linéaire, notamment pour les problèmes à plis non différentiables. Lemaréchal et Philip Wolfe ont été les pionniers des méthodes de descente de faisceaux (en) pour la minimisation convexe. 

## Prix et distinctions
En 1994, Claude Lemaréchal et Roger Wets reçoivent chacun le prix George-B.-Dantzig. Récompensant "des recherches originales qui ont eu un impact majeur sur le domaine de la programmation mathématique", le prix Dantzig est décerné par la Society for Industrial and Applied Mathematics (SIAM) et la Mathematical Programming Society (MPS). 

## Dualité lagrangienne et problèmes primaux non convexes
Peu après son entrée à l'INRIA (alors dénommé « IRIA »), Lemaréchal a pour mission d'aider un verrier sur un problème d'ordonnancement de sa production, problème dont la première formulation nécessitait de minimiser une fonction non convexe. Pour ce problème de minimisation non convexe, Lemaréchal a appliqué la théorie de la dualité lagrangienne décrite dans Lasdon's Optimization Theory for Large Systems,. 
Parce que le problème primal n'était pas convexe, il n'y avait aucune garantie qu'une solution au problème dual fournirait des informations utiles sur le primal. Néanmoins, le double problème fournissait des informations utiles. 
Le succès de Lemaréchal avec les méthodes duales lagrangiennes sur les problèmes de programmation non linéaire avec nonconvexités a intéressé Ivar Ekeland et Jean-Pierre Aubin, qui ont appliqué le lemme de Shapley-Folkman pour expliquer le succès de Lemaréchal,. L'analyse Aubin-Ekeland des écarts de dualité a considéré la fermeture convexe d'un problème de minimisation non convexe - c'est-à-dire le problème défini par la coque convexe fermée de l'épigraphe du problème d'origine. Suivant Ekeland et Aubin, des applications similaires du lemme de Shapley–Folkman (en) sont décrites dans des monographies d'optimisation , et des manuels. Ces développements ont été catalysés par la démonstration de Lemaréchal que les méthodes duales lagrangiennes étaient utiles sur certains problèmes d'optimisation qui manquaient de convexité.
Les recherches de Lemaréchal ont également conduit à ses travaux sur les méthodes de sous-gradients (en) (conjugués (en)) et sur les méthodes de descente de faisceaux pour les problèmes de minimisation convexe.

### Biographique
- Aardal, « Optima interview Claude Lemaréchal », Optima: Mathematical Programming Society Newsletter,‎ mars 1995, p. 2–4 (lire en ligne)
- Citation of Claude Lemaréchal for the George Dantzig Prize in 1994 in Optima, Issue 44 (1994) pages 4–5.

### Publications scientifiques
- J. Frédéric Bonnans, J. Charles Gilbert, Claude Lemaréchal et Claudia A. Sagastizábal, Numerical optimization: Theoretical and practical aspects, Berlin, Springer-Verlag, coll. « Universitext », 2006, xiv+490 (ISBN 978-3-540-35445-1, DOI 10.1007/978-3-540-35447-5, MR 2265882, lire en ligne)
- Jean-Baptiste Hiriart-Urruty et Claude Lemaréchal, Fundamentals of convex analysis, Berlin, Springer-Verlag, coll. « Grundlehren Text Editions », 2001, x+259 (ISBN 978-3-540-42205-1, MR 1865628)
  - Jean-Baptiste Hiriart-Urruty et Claude Lemaréchal, Convex analysis and minimization algorithms, Volume I: Fundamentals, vol. 305, Berlin, Springer-Verlag, coll. « Grundlehren der Mathematischen Wissenschaften [Fundamental Principles of Mathematical Sciences] », 1993, xviii+417 (ISBN 978-3-540-56850-6, MR 1261420)
  - Jean-Baptiste Hiriart-Urruty et Claude Lemaréchal, Convex analysis and minimization algorithms, Volume II: Advanced theory and bundle methods, vol. 306, Berlin, Springer-Verlag, coll. « Grundlehren der Mathematischen Wissenschaften [Fundamental Principles of Mathematical Sciences] », 1993, xviii+346 (ISBN 978-3-540-56852-0, MR 1295240)
- Claude Lemaréchal, Computational combinatorial optimization: Papers from the Spring School held in Schloß Dagstuhl, May 15–19, 2000, vol. 2241, Berlin, Springer-Verlag, coll. « Lecture Notes in Computer Science », 2001, 112–156 p. (ISBN 978-3-540-42877-0, DOI 10.1007/3-540-45586-8_4, MR 1900016), « Lagrangian relaxation »
- Claude Lemaréchal, Optimization, vol. 1, Amsterdam, North-Holland Publishing Co., coll. « Handbooks in operations research and management science », 1989, 529–572 p. (ISBN 978-0-444-87284-5, DOI 10.1016/S0927-0507(89)01008-X, MR 1105106), « Nondifferentiable optimization »